# Discografie van Fat Wreck Chords
| Discografie van Fat Wreck Chords | Discografie van Fat Wreck Chords |
| -------------------------------- | -------------------------------- |
| Studioalbums                     | 269                              |
| Livealbums                       | 18                               |
| Compilatiealbums                 | 93                               |
| Videoalbums                      | 12                               |
| Singles en ep's                  | 221                              |
| Boxsets                          | 8                                |

De discografie van Fat Wreck Chords, een onafhankelijk platenlabel uit San Francisco, bestaat exclusief heruitgaven op hetzelfde label uit 621 uitgaves: 269 studioalbums, 18 livealbums, 93 compilatie- en verzamelalbums, 221 singles en ep's, en 12 videoalbums. Het label heeft daarnaast acht boxsets uitgegeven, die hier apart vermeld staan. Heruitgaven met een apart catalogusnummer worden met referenties aangegeven. Naast de officiële discografie heeft Fat Wreck Chords ook een reeks promo's en andere albums zonder catalogusnummer uitgegeven, die niet in deze lijst zijn opgenomen.

## Achtergrond
Fat Wreck Chords is in 1990 opgericht door de zanger van NOFX, Fat Mike. en zijn vrouw Erin Burkett, van wie hij nu gescheiden is. De eerste uitgave van het label is een heruitgave van de ep The P.M.R.C. can suck on this van NOFX, dat oorspronkelijk in 1987 door Wassail Records werd uitgegeven. Het label richt zich voornamelijk op ska- en punkmuziek.
De eerste uitgave van het label heeft het catalogennummer 501. Vanaf hier wordt dit patroon gevolgd, met uitzondering van bepaalde series en compilatiealbums. Ook de meeste singles en ep's hebben vaak een ander catalogennummer, namelijk tussen de 200 en de 500. Dit gaat echter niet op voor de singles en ep's die voor 2005 zijn uitgegeven. Vanaf 2018 is de telling opnieuw begonnen, ditmaal bij 100.
Fat Wreck Chords heeft twee sublabels, namelijk Honest Don's Records en Pink and Black Records. De albums die via deze labels zijn uitgegeven worden niet in deze lijst vermeld. Verder worden er alleen officiële uitgaves van het label vermeld, dus geen promoalbums, bootlegs of andere onofficiële uitgaves.

## Discografie
| Uitgavedatum | Artiest/band                                               | Titel                                                               | Formaat                  | Soort           | Catalogusnummer |
| ------------ | ---------------------------------------------------------- | ------------------------------------------------------------------- | ------------------------ | --------------- | --------------- |
| 1990-01-01   | NOFX                                                       | The P.M.R.C. can suck on this                                       | 7 inch                   | ep/single       | FAT 501         |
| 1992-05-01   | NOFX                                                       | The Longest Line                                                    | 12 inch, cd, cs          | ep/single       | FAT 502         |
| 1992-10-01   | Lagwagon                                                   | Duh                                                                 | cd, cs, lp               | studioalbum     | FAT 503         |
| 1992-10-01   | Lagwagon                                                   | Tragic Vision / Angry Days                                          | 7 inch                   | ep/single       | FAT 504         |
| 1992-11-16   | NOFX                                                       | Liza and Louise                                                     | 7 inch                   | ep/single       | FAT 505         |
| 1993-05-31   | Propagandhi                                                | How to Clean Everything                                             | cd, cs, lp               | studioalbum     | FAT 506         |
| 1993-05-31   | No Use for a Name                                          | The Daily Grind                                                     | cd, cs, lp               | ep/single       | FAT 507         |
| 1993-08-26   | Propagandhi                                                | How to Clean a Couple o' Things                                     | 7 inch                   | ep/single       | FAT 508         |
| 1993-08-26   | Rancid                                                     | Radio Radio Radio                                                   | 7 inch                   | ep/single       | FAT 509         |
| 1993-08-26   | 88 Fingers Louie                                           | Go Away!                                                            | 7 inch                   | ep/single       | FAT 510         |
| 1993-08-26   | Face to Face                                               | Disconnected                                                        | 7 inch                   | ep/single       | FAT 511         |
| 1993-08-26   | 88 Fingers Louie                                           | Wanted                                                              | 7 inch                   | ep/single       | FAT 512         |
| 1994-01-04   | Lagwagon                                                   | Trashed                                                             | cd, cs, lp               | studioalbum     | FAT 513         |
| 1994-05-15   | Strung Out                                                 | Another Day in Paradise                                             | cd, cs, lp               | studioalbum     | FAT 517         |
| 1994-08-26   | NOFX                                                       | Don't Call Me White                                                 | 7 inch                   | ep/single       | FAT 514         |
| 1994-08-26   | Bracket                                                    | Stinky Fingers                                                      | 7 inch                   | ep/single       | FAT 516         |
| 1994-08-26   | Bracket                                                    | Bs.                                                                 | 7 inch                   | ep/single       | FAT 518         |
| 1994-10-17   | Guns 'n' Wankers                                           | For Dancing and Listening                                           | 10 inch, 12 inch, cd, cs | ep/single       | FAT 519         |
| 1994-10-17   | diverse artiesten                                          | Fat Music for Fat People                                            | cd, cs, lp               | compilatiealbum | FAT 520         |
| 1994-11-04   | NOFX                                                       | Ten Years of Fuckin' Up                                             | dvd, VHS                 | videoalbum      | FAT 590         |
| 1995-01-07   | Face to Face                                               | Don't Turn Away                                                     | cd, cs, lp               | studioalbum     | FAT 515         |
| 1995-02-01   | Good Riddance                                              | For God and Country                                                 | cd, cs, lp               | studioalbum     | FAT 523         |
| 1995-02-15   | No Use for a Name                                          | ¡Leche con Carne!                                                   | cd, cs, lp               | studioalbum     | FAT 522         |
| 1995-04-17   | Tilt                                                       | 'Til It Kills                                                       | cd, cs, lp               | studioalbum     | FAT 521         |
| 1995-06-19   | NOFX                                                       | HOFX                                                                | 12 inch                  | ep/single       | FAT 526         |
| 1995-06-19   | Wizo                                                       | Uuaarrgh!                                                           | cd, cs, lp               | studioalbum     | FAT 527         |
| 1995-08-22   | NOFX                                                       | I Heard They Suck Live!!                                            | cd, cs, lp               | livealbum       | FAT 528         |
| 1995-08-26   | Good Riddance                                              | Decoy                                                               | 7 inch                   | ep/single       | FAT 524         |
| 1995-08-26   | Horace Pinker                                              | Song About Selling Out                                              | 7 inch                   | ep/single       | FAT 525         |
| 1995-08-26   | Frenzal Rhomb                                              | 4 Litres                                                            | 7 inch                   | ep/single       | FAT 529         |
| 1995-08-26   | Bracket                                                    | For Those About to Mock                                             | 7 inch                   | ep/single       | FAT 530         |
| 1995-08-26   | Me First and the Gimme Gimmes                              | Denver                                                              | 7 inch                   | ep/single       | FAT 531         |
| 1995-11-21   | Lagwagon                                                   | Hoss                                                                | cd, cs, lp               | studioalbum     | FAT 532         |
| 1996-01-01   | NOFX                                                       | All of Me                                                           | 7 inch                   | ep/single       | FAT 561         |
| 1996-02-13   | Snuff                                                      | Demmamussabebonk                                                    | cd, cs, lp               | studioalbum     | FAT 533         |
| 1996-02-13   | Hi-Standard                                                | Growing Up                                                          | cd, cs, lp               | studioalbum     | FAT 534         |
| 1996-03-05   | diverse artiesten                                          | Survival of the Fattest                                             | cd, cs, lp               | compilatiealbum | FAT 538         |
| 1996-04-23   | Strung Out                                                 | Suburban Teenage Wasteland Blues                                    | cd, cs, lp               | studioalbum     | FAT 537         |
| 1996-04-23   | Propagandhi                                                | Less Talk, More Rock                                                | cd, cs, lp               | studioalbum     | FAT 666         |
| 1996-06-04   | Good Riddance                                              | A Comprehensive Guide to Moderne Rebellion                          | cd, cs, lp               | studioalbum     | FAT 539         |
| 1996-07-23   | Goober Patrol                                              | Vacation                                                            | cd, cs, lp               | studioalbum     | FAT 541         |
| 1996-08-20   | Snuff                                                      | Snuff Said                                                          | cd, cs, lp               | studioalbum     | FAT 543         |
| 1996-08-20   | Snuff                                                      | Flibbiddydibbiddydob                                                | 12 inch, cd, cs          | ep/single       | FAT 544         |
| 1996-08-26   | Diesel Boy                                                 | Strap on Seven-Inch                                                 | 7 inch                   | ep/single       | FAT 535         |
| 1996-08-26   | Hi-Standard                                                | California Dreamin'                                                 | 7 inch                   | ep/single       | FAT 536         |
| 1996-08-26   | Snuff                                                      | Long Ball to No-One                                                 | 7 inch                   | ep/single       | FAT 540         |
| 1996-08-26   | New Bomb Turks                                             | Stick It Out                                                        | 7 inch                   | ep/single       | FAT 542         |
| 1996-08-26   | NOFX                                                       | Fuck the Kids                                                       | 7 inch                   | ep/single       | FAT 546         |
| 1996-08-26   | Bracket                                                    | F is for Fat                                                        | 7 inch                   | ep/single       | FAT 549         |
| 1996-09-10   | Swingin' Utters                                            | A Juvenile Product of the Working Class                             | cd, cs, lp               | studioalbum     | FAT 545         |
| 1996-11-05   | Screeching Weasel                                          | Bark Like a Dog                                                     | cd, cs, lp               | studioalbum     | FAT 547         |
| 1996-11-05   | Bracket                                                    | E is for Everything on Fat Wreck Chords                             | cd, cs                   | compilatiealbum | FAT 548         |
| 1997-02-11   | 88 Fingers Louie                                           | The Dom Years                                                       | cd, cs                   | compilatiealbum | FAT 551         |
| 1997-02-11   | Screw 32                                                   | Under the Influence of Bad People                                   | cd, cs, lp               | studioalbum     | FAT 552         |
| 1997-05-20   | diverse artiesten                                          | Peepshow                                                            | VHS                      | videoalbum      | FAT 553         |
| 1997-07-29   | Me First and the Gimme Gimmes                              | Have a Ball                                                         | cd, cs, lp               | studioalbum     | FAT 554         |
| 1997-07-29   | Hi-Standard                                                | Angry Fist                                                          | cd, cs, lp               | studioalbum     | FAT 555         |
| 1997-07-29   | Snuff                                                      | Potatoes and Melons Wholesale Prices Straight from the Lock Up      | cd, lp                   | studioalbum     | FAT 556         |
| 1997-08-19   | No Use for a Name                                          | Making Friends                                                      | cd, cs, lp               | studioalbum     | FAT 557         |
| 1997-08-19   | Lagwagon                                                   | Double Plaidinum                                                    | cd, cs, lp               | studioalbum     | FAT 558         |
| 1997-09-23   | Bracket                                                    | Novelty Forever                                                     | cd, cs, lp               | studioalbum     | FAT 559         |
| 1997-11-11   | 88 Fingers Louie                                           | The Teacher Gets It                                                 | 7 inch                   | ep/single       | FAT 550         |
| 1997-11-25   | diverse artiesten                                          | Physical Fatness                                                    | cd, lp                   | compilatiealbum | FAT 560         |
| 1998-02-10   | Good Riddance                                              | Ballads from the Revolution                                         | cd, cs, lp               | studioalbum     | FAT 565         |
| 1998-03-07   | Tilt                                                       | Gun Play                                                            | 7 inch                   | ep/single       | FAT 566         |
| 1998-03-24   | Tilt                                                       | Collect 'Em All                                                     | cd, lp                   | studioalbum     | FAT 567         |
| 1998-04-07   | Strung Out                                                 | Crossroads & Illusions                                              | 7 inch, cd               | ep/single       | FAT 569         |
| 1998-04-07   | Wizo                                                       | Kraut & Rüben                                                       | 12 inch, cd              | compilatiealbum | FAT 571         |
| 1998-05-05   | Snuff                                                      | Schminkie Minkie Pinkie                                             | 7 inch, cd               | ep/single       | FAT 563         |
| 1998-05-05   | Goober Patrol                                              | Eight of Spades                                                     | 7 inch                   | ep/single       | FAT 564         |
| 1998-05-05   | Strung Out                                                 | Twisted by Design                                                   | cd, cs, lp               | studioalbum     | FAT 570         |
| 1998-05-19   | Snuff                                                      | Tweet Tweet My Lovely                                               | cd, lp                   | studioalbum     | FAT 562         |
| 1998-07-07   | Swingin' Utters                                            | Five Lessons Learned                                                | cd, cs, lp               | studioalbum     | FAT 574         |
| 1998-07-28   | Swingin' Utters                                            | I Need Feedback                                                     | 7 inch                   | ep/single       | FAT 573         |
| 1998-07-28   | Consumed                                                   | Breakfast at Pappa's                                                | 10 inch, cd              | ep/single       | FAT 575         |
| 1998-08-11   | Mad Caddies                                                | Duck and Cover                                                      | cd, cs, lp               | studioalbum     | FAT 576         |
| 1998-08-25   | Screeching Weasel                                          | Television City Dream                                               | cd, cs, lp               | studioalbum     | FAT 572         |
| 1998-10-20   | The Dickies                                                | My Pop the Cop                                                      | 7 inch                   | ep/single       | FAT 568         |
| 1998-10-20   | Goober Patrol                                              | The Unbearable Lightness of Being Drunk                             | cd, lp                   | studioalbum     | FAT 577         |
| 1998-11-11   | Strung Out                                                 | The Skinny Years... Before We Got Fat                               | cd                       | compilatiealbum | FAT 580         |
| 1998-11-24   | Lagwagon                                                   | Let's Talk About Feelings                                           | 10 inch, cd, cs          | studioalbum     | FAT 578         |
| 1998-11-24   | Swingin' Utters                                            | The Sounds Wrong E.P.                                               | cd                       | ep/single       | FAT 579         |
| 1998-11-24   | The Ataris                                                 | Look Forward to Failure                                             | 10 inch, cd              | ep/single       | FAT 581         |
| 1999-01-12   | Sick of It All                                             | Potential for a Fall                                                | 7 inch, cd               | ep/single       | FAT 583         |
| 1999-02-23   | Sick of It All                                             | Call to Arms                                                        | cd, cs, lp               | studioalbum     | FAT 582         |
| 1999-04-06   | diverse artiesten                                          | Life in the Fat Lane                                                | cd, lp                   | compilatiealbum | FAT 585         |
| 1999-05-04   | Good Riddance                                              | Operation Phoenix                                                   | cd, lp                   | studioalbum     | FAT 587         |
| 1999-05-04   | Frenzal Rhomb                                              | We're Going Out Tonight                                             | 7 inch, cd               | ep/single       | FAT 588         |
| 1999-05-18   | Me First and the Gimme Gimmes                              | Are a Drag                                                          | cd, cs, lp               | studioalbum     | FAT 586         |
| 1999-05-18   | NOFX                                                       | Timmy the Turtle                                                    | 7 inch                   | ep/single       | FAT 589         |
| 1999-06-01   | diverse artiesten                                          | Short Music for Short People                                        | cd, lp                   | compilatiealbum | FAT 591         |
| 1999-06-15   | Frenzal Rhomb                                              | A Man's Not a Camel                                                 | cd, lp                   | studioalbum     | FAT 595         |
| 1999-06-15   | Swingin' Utters                                            | Brazen Head EP                                                      | cd                       | ep/single       | FAT 596         |
| 1999-08-10   | Tilt                                                       | Viewers Like You                                                    | cd, lp                   | studioalbum     | FAT 592         |
| 1999-08-21   | Avail                                                      | 100 Times                                                           | cd                       | ep/single       | FAT 598         |
| 1999-08-24   | NOFX                                                       | Louise and Liza                                                     | 7 inch                   | ep/single       | FAT 594         |
| 1999-10-05   | No Use for a Name                                          | More Betterness!                                                    | cd, cs, lp               | studioalbum     | FAT 593         |
| 1999-11-02   | Consumed                                                   | Hit for Six                                                         | cd, lp                   | studioalbum     | FAT 584         |
| 1999-11-02   | Hi-Standard                                                | Making the Road                                                     | cd, lp                   | studioalbum     | FAT 599         |
| 1999-11-02   | Lagwagon                                                   | A Feedbag of Truckstop Poetry                                       | 7 inch                   | ep/single       | FAT 600         |
| 1999-11-23   | NOFX                                                       | The Decline                                                         | 12 inch, cd              | ep/single       | FAT 605         |
| 2000-03-21   | Snuff                                                      | Numb Nuts                                                           | cd, lp                   | studioalbum     | FAT 601         |
| 2000-05-09   | Bracket                                                    | When All Else Fails                                                 | cd, lp                   | studioalbum     | FAT 607         |
| 2000-05-23   | Good Riddance                                              | The Phenomenon of Craving                                           | 10 inch, cd              | ep/single       | FAT 611         |
| 2000-05-30   | NOFX                                                       | Pods and Gods                                                       | 7 inch                   | ep/single       | FAT 614         |
| 2000-06-06   | Mad Caddies                                                | The Holiday Has Been Cancelled                                      | 10 inch, cd              | ep/single       | FAT 604         |
| 2000-06-20   | Avail                                                      | One Wrench                                                          | cd, lp                   | studioalbum     | FAT 597         |
| 2000-06-20   | Strung Out                                                 | The Element of Sonic Defiance                                       | 12 inch, cd              | ep/single       | FAT 606         |
| 2000-10-10   | Swingin' Utters                                            | Swingin' Utters                                                     | cd, lp                   | studioalbum     | FAT 603         |
| 2000-10-24   | Less Than Jake                                             | Borders & Boundaries                                                | cd, lp                   | studioalbum     | FAT 616         |
| 2000-11-21   | Sick of It All                                             | Yours Truly                                                         | cd, lp                   | studioalbum     | FAT 612         |
| 2001-02-06   | Propagandhi                                                | Today's Empires, Tomorrow's Ashes                                   | cd, lp                   | studioalbum     | FAT 617         |
| 2001-02-20   | Zero Down                                                  | With a Lifetime to Pay                                              | cd, lp                   | studioalbum     | FAT 619         |
| 2001-03-06   | diverse artiesten                                          | Live Fat, Die Young                                                 | cd, lp                   | compilatiealbum | FAT 613         |
| 2001-03-20   | Me First and the Gimme Gimmes                              | Blow in the Wind                                                    | cd, lp                   | studioalbum     | FAT 620         |
| 2001-03-20   | Frenzal Rhomb                                              | Shut Your Mouth                                                     | cd, lp                   | studioalbum     | FAT 621         |
| 2001-04-01   | The Vandals                                                | Underground                                                         | 7 inch                   | ep/single       | FAT 205         |
| 2001-04-01   | American Steel                                             | Middle of the Night                                                 | 7 inch                   | ep/single       | FAT 202         |
| 2001-04-10   | Mad Caddies                                                | Rock the Plank                                                      | cd, lp                   | studioalbum     | FAT 615         |
| 2001-04-10   | NOFX                                                       | Surfer                                                              | 7 inch                   | ep/single       | FAT 624         |
| 2001-04-17   | The Dickies                                                | Free Willy                                                          | 7 inch                   | ep/single       | FAT 629         |
| 2001-04-24   | Sick of It All                                             | The Story So Far                                                    | VHS                      | videoalbum      | FAT 610         |
| 2001-04-24   | Anti-Flag                                                  | Underground Network                                                 | cd, lp                   | studioalbum     | FAT 623         |
| 2001-04-24   | Rise Against                                               | The Unraveling                                                      | cd, lp                   | studioalbum     | FAT 628         |
| 2001-05-01   | The Real McKenzies                                         | Another Round                                                       | 7 inch                   | ep/single       | FAT 201         |
| 2001-05-22   | The Dickies                                                | All This and Puppet Stew                                            | cd, lp                   | studioalbum     | FAT 608         |
| 2001-05-22   | MxPx                                                       | The Renaissance EP                                                  | 12 inch, cd              | ep/single       | FAT 631         |
| 2001-06-01   | MxPx                                                       | The Road Less Traveled                                              | 7 inch                   | ep/single       | FAT 208         |
| 2001-06-19   | Snuff                                                      | Blue Gravy: Phase 9                                                 | 10 inch, cd              | ep/single       | FAT 627         |
| 2001-07-01   | Strike Anywhere                                            | Bread or Revolution                                                 | 7 inch                   | ep/single       | FAT 203         |
| 2001-07-10   | Good Riddance                                              | Symptoms of a Leveling Spirit                                       | cd, lp                   | studioalbum     | FAT 625         |
| 2001-07-24   | Hi-Standard                                                | Love is a Battlefield                                               | cd                       | ep/single       | FAT 632         |
| 2001-07-31   | Good Riddance                                              | Exposed! 1994–1999                                                  | VHS                      | videoalbum      | FAT 609         |
| 2001-08-01   | Randy                                                      | I'm Stepping Out                                                    | 7 inch                   | ep/single       | FAT 204         |
| 2001-09-01   | NOFX                                                       | Zyclone B. Bath House                                               | 7 inch                   | ep/single       | FAT 209         |
| 2001-09-11   | No Use for a Name                                          | Live in a Dive                                                      | cd, lp                   | livealbum       | FAT 622         |
| 2001-10-01   | Swingin' Utters                                            | Black Mountain Rain                                                 | 7 inch                   | ep/single       | FAT 207         |
| 2001-10-23   | No Use for a Name                                          | Incognito                                                           | cd                       | studioalbum     | FAT 634         |
| 2001-10-23   | No Use for a Name                                          | Don't Miss the Train                                                | cd                       | studioalbum     | FAT 635         |
| 2001-10-23   | Swingin' Utters                                            | The Streets of San Francisco                                        | cd                       | studioalbum     | FAT 636         |
| 2001-11-01   | Strung Out                                                 | Dig                                                                 | 7 inch                   | ep/single       | FAT 210         |
| 2001-11-06   | Tilt                                                       | Been Where? Did What?                                               | cd, lp                   | compilatiealbum | FAT 626         |
| 2001-11-20   | diverse artiesten                                          | Peepshow II                                                         | VHS                      | videoalbum      | FAT 618         |
| 2001-12-01   | Enemy You                                                  | The Promise Breakers                                                | 7 inch                   | ep/single       | FAT 206         |
| 2002-01-01   | The Lawrence Arms                                          | Porno and Stuff Films                                               | 7 inch                   | ep/single       | FAT 211         |
| 2002-02-01   | One Man Army                                               | Victoria                                                            | 7 inch                   | ep/single       | FAT 212         |
| 2002-02-11   | The Lawrence Arms                                          | Apathy and Exhaustion                                               | cd, lp                   | studioalbum     | FAT 637         |
| 2002-02-26   | Bracket                                                    | Live in a Dive                                                      | cd, lp                   | livealbum       | FAT 602         |
| 2002-04-23   | Strung Out                                                 | An American Paradox                                                 | cd, lp                   | studioalbum     | FAT 633         |
| 2002-05-07   | diverse artiesten                                          | Peepshow DVD                                                        | dvd                      | videoalbum      | FAT 644         |
| 2002-05-21   | NOFX                                                       | 45 or 46 songs that weren't good enough to go on our other records  | cd, cs, lp               | compilatiealbum | FAT 641         |
| 2002-06-04   | Dillinger Four                                             | Situationist Comedy                                                 | cd, lp                   | studioalbum     | FAT 640         |
| 2002-06-16   | No Use for a Name                                          | Hard Rock Bottom                                                    | cd, lp                   | studioalbum     | FAT 639         |
| 2002-08-13   | Sick of It All                                             | Live in a Dive                                                      | cd, lp                   | livealbum       | FAT 638         |
| 2002-08-27   | Lagwagon                                                   | Let's Talk About Leftovers                                          | cd                       | compilatiealbum | FAT 651         |
| 2002-11-05   | Avail                                                      | Front Porch Stories                                                 | cd, lp                   | studioalbum     | FAT 647         |
| 2002-11-19   | diverse artiesten                                          | Uncontrollable Fatulence                                            | cd, lp                   | compilatiealbum | FAT 646         |
| 2003-02-25   | Swingin' Utters                                            | Dead Flowers, Bottles, Bluegrass, and Bones                         | cd, lp                   | studioalbum     | FAT 648         |
| 2003-03-11   | Mad Caddies                                                | Just One More                                                       | cd, lp                   | studioalbum     | FAT 645         |
| 2003-03-25   | NOFX                                                       | Regaining Unconsciousness                                           | 7 inch, cd               | ep/single       | FAT 656         |
| 2003-04-08   | Lagwagon                                                   | Blaze                                                               | cd, lp                   | studioalbum     | FAT 642         |
| 2003-04-08   | Rise Against                                               | Revolutions per Minute                                              | cd, lp                   | studioalbum     | FAT 653         |
| 2003-04-22   | The Fight                                                  | Home is Where the Hate is                                           | 10 inch, cd              | ep/single       | FAT 660         |
| 2003-05-06   | NOFX                                                       | The War on Errorism                                                 | cd, lp                   | studioalbum     | FAT 657         |
| 2003-05-13   | NOFX                                                       | 13 Stitches                                                         | 7 inch                   | ep/single       | FAT 661         |
| 2003-05-20   | Good Riddance                                              | Bound by Ties of Blood and Affection                                | cd, lp                   | studioalbum     | FAT 654         |
| 2003-06-01   | Frenzal Rhomb                                              | Sans Souci                                                          | cd                       | studioalbum     | FAT 655         |
| 2003-06-03   | None More Black                                            | File Under Black                                                    | cd, lp                   | studioalbum     | FAT 659         |
| 2003-06-03   | diverse artiesten                                          | Liberation: Songs to benefit PETA                                   | cd                       | compilatiealbum | FAT 663         |
| 2003-06-22   | Strung Out                                                 | Live in a Dive                                                      | cd, lp                   | livealbum       | FAT 652         |
| 2003-07-01   | Me First and the Gimme Gimmes                              | Take a Break                                                        | cd, lp                   | studioalbum     | FAT 650         |
| 2003-09-09   | Sick of It All                                             | Life on the Ropes                                                   | cd, lp                   | studioalbum     | FAT 658         |
| 2003-09-23   | The Lawrence Arms                                          | The Greatest Story Ever Told                                        | cd, lp                   | studioalbum     | FAT 668         |
| 2003-10-21   | Anti-Flag                                                  | The Terror State                                                    | cd, lp                   | studioalbum     | FAT 643         |
| 2003-11-04   | Against Me!                                                | Against Me! as the Eternal Cowboy                                   | cd, lp                   | studioalbum     | FAT 667         |
| 2003-11-11   | Western Addiction                                          | Remember to Dismember                                               | 7 inch                   | ep/single       | FAT 673         |
| 2004-02-10   | Subhumans                                                  | Live in a Dive                                                      | cd, lp                   | livealbum       | FAT 664         |
| 2004-02-10   | Descendents                                                | 'Merican                                                            | 7 inch, cd               | ep/single       | FAT 671         |
| 2004-03-23   | Descendents                                                | Cool to Be You                                                      | cd, lp                   | studioalbum     | FAT 672         |
| 2004-04-20   | diverse artiesten                                          | Rock Against Bush, Vol. 1                                           | cd, dvd                  | compilatiealbum | FAT 675         |
| 2004-05-10   | Epoxies                                                    | Epoxies                                                             | cd                       | studioalbum     | FAT 678         |
| 2004-05-18   | Joey Cape / Tony Sly                                       | Acoustic                                                            | cd, lp                   | studioalbum     | FAT 665         |
| 2004-06-29   | Swingin' Utters                                            | Live in a Dive                                                      | cd, lp                   | livealbum       | FAT 669         |
| 2004-07-12   | Only Crime                                                 | To the Nines                                                        | cd, lp                   | studioalbum     | FAT 682         |
| 2004-08-07   | diverse artiesten                                          | Peepshow III                                                        | dvd                      | videoalbum      | FAT 676         |
| 2004-08-10   | diverse artiesten                                          | Rock Against Bush, Vol. 2                                           | cd, dvd                  | compilatiealbum | FAT 677         |
| 2004-08-21   | Mad Caddies                                                | Songs in the Key of Eh                                              | cd                       | livealbum       | FAT 681         |
| 2004-10-05   | Me First and the Gimme Gimmes                              | Ruin Jonny's Bar Mitzvah                                            | cd, lp                   | livealbum       | FAT 674         |
| 2004-10-19   | Sick of It All                                             | Outtakes for the Outcast                                            | cd                       | compilatiealbum | FAT 685         |
| 2004-11-02   | Against Me!                                                | We're Never Going Home                                              | dvd                      | videoalbum      | FAT 679         |
| 2004-11-02   | Strung Out                                                 | Exile in Oblivion                                                   | cd, lp                   | studioalbum     | FAT 680         |
| 2005-02-01   | NOFX                                                       | Insulted By Germans (Again)                                         | 7 inch                   | ep/single       | FAT 213         |
| 2005-02-08   | Lagwagon                                                   | Live in a Dive                                                      | cd, lp                   | livealbum       | FAT 670         |
| 2005-03-01   | NOFX                                                       | Arming the Proletariat With Potato Guns                             | 7 inch                   | ep/single       | FAT 214         |
| 2005-03-22   | Smoke or Fire                                              | Above the City                                                      | cd, lp                   | studioalbum     | FAT 687         |
| 2005-04-01   | NOFX                                                       | There's No Fun in Fundamentalism                                    | 7 inch                   | ep/single       | FAT 215         |
| 2005-04-05   | Snuff                                                      | Six of One, Half a Dozen of the Other: 1986–2002                    | cd                       | compilatiealbum | FAT 688         |
| 2005-04-19   | Chixdiggit                                                 | Pink Razors                                                         | cd, lp                   | studioalbum     | FAT 692         |
| 2005-05-01   | NOFX                                                       | Jamaica's Alright if You Like Homophobes                            | 7 inch                   | ep/single       | FAT 216         |
| 2005-05-17   | Epoxies                                                    | Stop the Future                                                     | cd, lp                   | studioalbum     | FAT 689         |
| 2005-06-01   | NOFX                                                       | Getting High on the Down Low                                        | 7 inch                   | ep/single       | FAT 217         |
| 2005-06-14   | No Use for a Name                                          | Keep Them Confused                                                  | cd, lp                   | studioalbum     | FAT 691         |
| 2005-06-28   | The Soviettes                                              | LP III                                                              | cd, lp                   | studioalbum     | FAT 693         |
| 2005-07-01   | NOFX                                                       | Leaving Jesusland                                                   | 7 inch                   | ep/single       | FAT 218         |
| 2005-08-01   | NOFX                                                       | Teenage Punching Bag                                                | 7 inch                   | ep/single       | FAT 219         |
| 2005-08-23   | The Soviettes                                              | Roller Girls                                                        | 7 inch                   | ep/single       | FAT 225         |
| 2005-08-23   | The Real McKenzies                                         | 10,000 Shots                                                        | cd, lp                   | studioalbum     | FAT 694         |
| 2005-09-01   | NOFX                                                       | Your Hubcaps Cost More Than My Car                                  | 7 inch                   | ep/single       | FAT 220         |
| 2005-09-06   | Against Me!                                                | Don't Lose Touch                                                    | 12 inch                  | ep/single       | FAT 701         |
| 2005-09-06   | Against Me!                                                | Searching for a Former Clarity                                      | cd, lp                   | studioalbum     | FAT 684         |
| 2005-10-01   | NOFX                                                       | All My Friends in New York                                          | 7 inch                   | ep/single       | FAT 221         |
| 2005-10-04   | Screeching Weasel                                          | Weasel Mania                                                        | cd, lp                   | compilatiealbum | FAT 696         |
| 2005-10-18   | Propagandhi                                                | Potemkin City Limits                                                | cd                       | studioalbum     | FAT 683         |
| 2005-10-18   | diverse artiesten                                          | PROTECT: A Benefit for the National Association to Protect Children | cd                       | compilatiealbum | FAT 697         |
| 2005-11-01   | NOFX                                                       | You Will Lose Faith                                                 | 7 inch                   | ep/single       | FAT 222         |
| 2005-11-01   | Western Addiction                                          | Cognicide                                                           | cd, lp                   | studioalbum     | FAT 698         |
| 2005-11-01   | Lagwagon                                                   | Resolve                                                             | cd, lp                   | studioalbum     | FAT 699         |
| 2005-12-01   | NOFX                                                       | Cool and Unusual Punishment                                         | 7 inch                   | ep/single       | FAT 223         |
| 2006-01-01   | NOFX                                                       | Golden Boys                                                         | 7 inch                   | ep/single       | FAT 224         |
| 2006-01-10   | Randy                                                      | Randy the Band                                                      | cd                       | studioalbum     | FAT 704         |
| 2006-02-21   | The Loved Ones                                             | Keep Your Heart                                                     | cd, lp                   | studioalbum     | FAT 705         |
| 2006-03-07   | The Lawrence Arms                                          | Oh! Calcutta!                                                       | cd, lp                   | studioalbum     | FAT 703         |
| 2006-03-14   | NOFX                                                       | Never Trust a Hippy                                                 | 10 inch, cd              | ep/single       | FAT 708         |
| 2006-03-21   | The Sainte Catherines                                      | Dancing for Decadence                                               | cd, lp                   | studioalbum     | FAT 709         |
| 2006-03-21   | Love Equals Death                                          | Nightmerica                                                         | cd, lp                   | studioalbum     | FAT 710         |
| 2006-04-04   | Against Me!                                                | From Her Lips to God's Ears (The Energizer)                         | 12 inch                  | ep/single       | FAT 714         |
| 2006-04-18   | NOFX                                                       | Wolves in Wolves' Clothing                                          | cd, cs, lp               | studioalbum     | FAT 711         |
| 2006-05-02   | None More Black                                            | This is Satire                                                      | cd                       | studioalbum     | FAT 713         |
| 2006-06-27   | Good Riddance                                              | My Republic                                                         | cd, lp                   | studioalbum     | FAT 707         |
| 2006-07-11   | Dead to Me                                                 | Cuban Ballerina                                                     | cd, lp                   | studioalbum     | FAT 715         |
| 2006-08-22   | Against Me!                                                | Americans Abroad!!! Against Me!!! Live in London!!!                 | cd, lp                   | livealbum       | FAT 716         |
| 2006-09-05   | Strike Anywhere                                            | Dead FM                                                             | cd, lp                   | studioalbum     | FAT 706         |
| 2006-10-17   | Me First and the Gimme Gimmes                              | Love Their Country                                                  | cd, lp                   | studioalbum     | FAT 712         |
| 2006-10-31   | Leftöver Crack / Citizen Fish                              | Baby Punchers / Meltdown                                            | 7 inch                   | ep/single       | FAT 226         |
| 2006-11-14   | Bad Astronaut                                              | Twelve Small Steps, One Giant Disappointment                        | cd                       | studioalbum     | FAT 686         |
| 2007-01-23   | Only Crime                                                 | Virulence                                                           | cd, lp                   | studioalbum     | FAT 719         |
| 2007-02-20   | Smoke or Fire                                              | This Sinking Ship                                                   | cd, lp                   | studioalbum     | FAT 717         |
| 2007-03-06   | Leftöver Crack / Citizen Fish                              | Deadline                                                            | cd                       | studioalbum     | FAT 720         |
| 2007-05-01   | Mad Caddies                                                | Keep It Going                                                       | cd                       | studioalbum     | FAT 702         |
| 2007-06-12   | Strung Out                                                 | Blackhawks Over Los Angeles                                         | cd, lp                   | studioalbum     | FAT 721         |
| 2007-07-10   | No Use for a Name                                          | All the Best Songs                                                  | cd, lp                   | compilatiealbum | FAT 690         |
| 2007-09-04   | The Flatliners                                             | The Great Awake                                                     | cd, lp                   | studioalbum     | FAT 723         |
| 2007-10-02   | American Steel                                             | Destroy Their Future                                                | cd, lp                   | studioalbum     | FAT 724         |
| 2007-10-02   | Me First and the Gimme Gimmes                              | Dolly                                                               | 7 inch                   | ep/single       | FAT 227         |
| 2007-11-06   | Me First and the Gimme Gimmes                              | Cash                                                                | 7 inch                   | ep/single       | FAT 228         |
| 2007-11-20   | NOFX                                                       | They've Actually Gotten Worse Live!                                 | cd, lp                   | livealbum       | FAT 722         |
| 2007-12-11   | Me First and the Gimme Gimmes                              | Willie                                                              | 7 inch                   | ep/single       | FAT 229         |
| 2008-01-22   | Me First and the Gimme Gimmes                              | Kenny                                                               | 7 inch                   | ep/single       | FAT 230         |
| 2008-02-05   | The Loved Ones                                             | Build & Burn                                                        | cd, lp                   | studioalbum     | FAT 728         |
| 2008-03-04   | Me First and the Gimme Gimmes                              | Jerry                                                               | 7 inch                   | ep/single       | FAT 231         |
| 2008-03-18   | Good Riddance                                              | Remain in Memory: The Final Show                                    | cd, lp                   | livealbum       | FAT 725         |
| 2008-04-01   | No Use for a Name                                          | The Feel Good Record of the Year                                    | cd, lp                   | studioalbum     | FAT 730         |
| 2008-07-08   | Me First and the Gimme Gimmes                              | Have Another Ball                                                   | cd, lp                   | compilatiealbum | FAT 729         |
| 2008-08-05   | The Real McKenzies                                         | Off the Leash                                                       | cd, lp                   | studioalbum     | FAT 731         |
| 2008-08-19   | Lagwagon                                                   | I Think My Older Brother Used to Listen to Lagwagon                 | 12 inch, cd              | ep/single       | FAT 733         |
| 2008-09-30   | Star Fucking Hipsters                                      | Until We're Dead                                                    | cd, lp                   | studioalbum     | FAT 732         |
| 2008-10-14   | Dillinger Four                                             | Civil War                                                           | cd, lp                   | studioalbum     | FAT 718         |
| 2008-10-28   | Dead to Me                                                 | Little Brother                                                      | 12 inch, cd              | ep/single       | FAT 727         |
| 2008-10-28   | Swingin' Utters                                            | Hatest Grits: B-Sides and Bullshit                                  | cd, lp                   | compilatiealbum | FAT 734         |
| 2009-02-03   | The Loved Ones                                             | Distractions                                                        | 12 inch, cd              | ep/single       | FAT 738         |
| 2009-03-17   | NOFX                                                       | Backstage Passport                                                  | dvd                      | videoalbum      | FAT 740         |
| 2009-03-31   | Strung Out                                                 | Prototypes and Painkillers                                          | cd, lp                   | compilatiealbum | FAT 736         |
| 2009-04-14   | Bullet Treatment                                           | Designated Vol. I                                                   | 7 inch                   | ep/single       | FAT 232         |
| 2009-04-28   | NOFX                                                       | Coaster                                                             | cd, lp                   | studioalbum     | FAT 737         |
| 2009-05-12   | Rise Against                                               | Rise Against                                                        | 7 inch                   | ep/single       | FAT 234         |
| 2009-05-26   | Pour Habit                                                 | Suiticide                                                           | cd                       | studioalbum     | FAT 742         |
| 2009-07-07   | Against Me!                                                | The Original Cowboy                                                 | cd, lp                   | studioalbum     | FAT 743         |
| 2009-07-21   | American Steel                                             | Dear Friends and Gentle Hearts                                      | cd, lp                   | studioalbum     | FAT 741         |
| 2009-08-18   | Paint It Black                                             | Surrender                                                           | 7 inch                   | ep/single       | FAT 235         |
| 2009-09-01   | Banner Pilot                                               | Collapser                                                           | cd, lp                   | studioalbum     | FAT 745         |
| 2009-09-15   | Teenage Bottlerocket                                       | They Came from the Shadows                                          | cd, lp                   | studioalbum     | FAT 747         |
| 2009-09-29   | Strung Out                                                 | Agents of the Underground                                           | cd, lp                   | studioalbum     | FAT 739         |
| 2009-10-27   | The Lawrence Arms                                          | Buttsweat and Tears                                                 | 7 inch                   | ep/single       | FAT 236         |
| 2009-11-10   | The Flatliners                                             | Cynics                                                              | 7 inch                   | ep/single       | FAT 237         |
| 2009-11-10   | Dead to Me                                                 | African Elephants                                                   | cd, lp                   | studioalbum     | FAT 749         |
| 2009-11-24   | NOFX                                                       | Cokie the Clown                                                     | 7 inch                   | ep/single       | FAT 238         |
| 2009-11-24   | NOFX                                                       | My Orphan Year                                                      | 7 inch                   | ep/single       | FAT 239         |
| 2009-11-24   | NOFX                                                       | Cokie the Clown                                                     | cd                       | ep/single       | FAT 752         |
| 2009-12-08   | diverse artiesten                                          | Wrecktrospective                                                    | cd                       | compilatiealbum | FAT 700         |
| 2010-02-16   | Tony Sly                                                   | 12 Song Program                                                     | cd, lp                   | studioalbum     | FAT 751         |
| 2010-03-02   | Tony Sly / Joey Cape                                       | Chemical Upgrade / The Contortionist                                | 7 inch                   | ep/single       | FAT 240         |
| 2010-03-16   | Smoke or Fire                                              | Prehistoric Knife Fight                                             | 7 inch                   | ep/single       | FAT 241         |
| 2010-04-13   | The Flatliners                                             | Cavalcade                                                           | cd, lp                   | studioalbum     | FAT 748         |
| 2010-06-22   | Swingin' Utters                                            | Brand New Lungs                                                     | 7 inch                   | ep/single       | FAT 242         |
| 2010-06-22   | The Real McKenzies                                         | Shine Not Burn                                                      | cd, lp                   | livealbum       | FAT 753         |
| 2010-07-06   | Good Riddance                                              | Capricorn One: Singles & Rarities                                   | cd, lp                   | compilatiealbum | FAT 756         |
| 2010-07-20   | Mad Caddies                                                | Consentual Selections                                               | cd, lp                   | compilatiealbum | FAT 757         |
| 2010-08-17   | NOFX                                                       | The Longest EP                                                      | cd, lp                   | compilatiealbum | FAT 758         |
| 2010-09-14   | Banner Pilot                                               | Resignation Day                                                     | cd, lp                   | studioalbum     | FAT 759         |
| 2010-09-28   | The Flatliners                                             | Monumental                                                          | 7 inch                   | ep/single       | FAT 243         |
| 2010-10-26   | Old Man Markley                                            | For Better, for Worse                                               | 7 inch                   | ep/single       | FAT 244         |
| 2010-10-26   | None More Black                                            | Icons                                                               | cd, lp                   | studioalbum     | FAT 760         |
| 2010-11-09   | Smoke or Fire                                              | The Speakeasy                                                       | cd, lp                   | studioalbum     | FAT 735         |
| 2010-11-23   | NOFX / The Spits                                           | NOFX/The Spits                                                      | 7 inch                   | ep/single       | FAT 245         |
| 2010-11-23   | Swingin' Utters                                            | Taking the Long Way                                                 | 7 inch, cd               | ep/single       | FAT 246         |
| 2010-11-23   | diverse artiesten                                          | Harder, Fatter + Louder!                                            | cd, lp                   | compilatiealbum | FAT 762         |
| 2011-01-18   | Old Man Markley                                            | Guts n' Teeth                                                       | cd, lp                   | studioalbum     | FAT 763         |
| 2011-01-18   | Cobra Skulls                                               | Bringing the War Home                                               | 12 inch, cd              | ep/single       | FAT 764         |
| 2011-02-01   | Me First and the Gimme Gimmes                              | Go Down Under                                                       | 7 inch, 10 inch, cd      | ep/single       | FAT 765         |
| 2011-02-15   | Chixdiggit                                                 | Safeways Here We Come                                               | 12 inch, cd              | ep/single       | FAT 766         |
| 2011-03-15   | Screeching Weasel                                          | First World Manifesto                                               | cd, lp                   | studioalbum     | FAT 767         |
| 2011-04-12   | Teenage Bottlerocket                                       | Mutilate Me                                                         | 7 inch                   | ep/single       | FAT 248         |
| 2011-04-12   | Pour Habit                                                 | Got Your Back                                                       | cd, lp                   | studioalbum     | FAT 750         |
| 2011-04-16   | Rise Against                                               | Join the Ranks                                                      | 7 inch                   | ep/single       | FAT 247         |
| 2011-04-26   | Swingin' Utters                                            | Here, Under Protest                                                 | cd, lp                   | studioalbum     | FAT 754         |
| 2011-05-23   | Against Me!                                                | Total Clarity                                                       | cd, lp                   | studioalbum     | FAT 744         |
| 2011-06-21   | Ellwood                                                    | Lost in Transition                                                  | cd, lp                   | studioalbum     | FAT 771         |
| 2011-07-19   | Strung Out                                                 | Top Contenders: The Best of Strung Out                              | cd, lp                   | compilatiealbum | FAT 768         |
| 2011-08-02   | NOFX                                                       | NOFX                                                                | 10 inch, 12 inch         | ep/single       | FAT 773         |
| 2011-08-16   | The Flatliners                                             | Count Your Bruises                                                  | 7 inch                   | ep/single       | FAT 251         |
| 2011-09-13   | Me First and the Gimme Gimmes                              | Sing in Japanese                                                    | 12 inch, cd              | ep/single       | FAT 776         |
| 2011-09-20   | Dead to Me / Off with Their Heads / The Riverboat Gamblers | RBG DTM OWTH                                                        | 7 inch                   | ep/single       | FAT 249         |
| 2011-09-20   | Old Man Markley                                            | Party Shack                                                         | 7 inch                   | ep/single       | FAT 253         |
| 2011-09-27   | Cobra Skulls                                               | Agitations                                                          | cd, lp                   | studioalbum     | FAT 775         |
| 2011-10-11   | Star Fucking Hipsters                                      | From the Dumpster to the Grave                                      | cd, lp                   | studioalbum     | FAT 769         |
| 2011-10-11   | Tony Sly                                                   | Sad Bear                                                            | cd, lp                   | studioalbum     | FAT 770         |
| 2011-10-11   | Frenzal Rhomb                                              | Smoko at the Pet Food Factory                                       | cd, lp                   | studioalbum     | FAT 779         |
| 2011-10-25   | Dead to Me                                                 | Moscow Penny Ante                                                   | cd, lp                   | studioalbum     | FAT 774         |
| 2011-10-25   | Banner Pilot                                               | Heart Beats Pacific                                                 | cd, lp                   | studioalbum     | FAT 778         |
| 2011-10-28   | diverse artiesten                                          | Fat Music for Fest People                                           | 10 inch                  | compilatiealbum | FAT 780         |
| 2012-02-14   | Useless ID                                                 | Symptoms                                                            | cd, lp                   | studioalbum     | FAT 787         |
| 2012-03-27   | The Real McKenzies                                         | Westwinds                                                           | cd, lp                   | studioalbum     | FAT 788         |
| 2012-06-05   | The Lawrence Arms                                          | An Evening of Extraordinary Circumstance                            | dvd                      | videoalbum      | FAT 772         |
| 2012-06-19   | NOFX                                                       | My Stepdad's a Cop and My Stepmom's a Domme                         | 7 inch                   | ep/single       | FAT 256         |
| 2012-06-19   | Joey Cape / Tony Sly                                       | Acoustic: Volume Two                                                | cd, lp                   | studioalbum     | FAT 790         |
| 2012-07-03   | Teenage Bottlerocket                                       | Freak Out!                                                          | cd, lp                   | studioalbum     | FAT 789         |
| 2012-08-14   | NOFX                                                       | Ronnie & Mags                                                       | 7 inch                   | ep/single       | FAT 259         |
| 2012-08-28   | Morning Glory                                              | Poets Were My Heroes                                                | cd, lp                   | studioalbum     | FAT 791         |
| 2012-09-11   | NOFX                                                       | Self Entitled                                                       | cd, lp                   | studioalbum     | FAT 777         |
| 2012-09-12   | NOFX                                                       | The Decline                                                         | dvd                      | videoalbum      | FAT 904         |
| 2012-10-09   | Cobra Skulls                                               | Eagle Eyes                                                          | 7 inch, 12 inch          | ep/single       | FAT 261         |
| 2012-10-26   | diverse artiesten                                          | Fat Music for Fest People II                                        | 10 inch                  | compilatiealbum | FAT 905         |
| 2012-10-30   | The Flatliners                                             | Destroy to Create                                                   | lp                       | studioalbum     | FAT 799         |
| 2012-11-06   | Old Man Markley                                            | Blood on My Hands                                                   | 7 inch                   | ep/single       | FAT 260         |
| 2012-11-06   | Swingin' Utters                                            | The Librarians Are Hiding Something                                 | 7 inch                   | ep/single       | FAT 258         |
| 2012-11-27   | Snuff                                                      | In the Stocks                                                       | 7 inch                   | ep/single       | FAT 262         |
| 2013-01-08   | Snuff                                                      | 5-4-3-2-1-Perhaps?                                                  | cd, lp                   | studioalbum     | FAT 903         |
| 2013-01-08   | Less Than Jake                                             | Greetings & Salutations from Less Than Jake                         | cd, lp                   | compilatiealbum | FAT 906         |
| 2013-01-15   | NOFX                                                       | Xmas Has Been X'ed / New Year's Revolution                          | 7 inch                   | ep/single       | FAT 264         |
| 2013-02-05   | Masked Intruder                                            | Masked Intruder                                                     | cd, lp                   | studioalbum     | FAT 907         |
| 2013-02-19   | Swingin' Utters                                            | Poorly Formed                                                       | cd, lp                   | studioalbum     | FAT 901         |
| 2013-03-05   | Old Man Markley                                            | Down Side Up                                                        | cd, lp                   | studioalbum     | FAT 792         |
| 2013-05-07   | Night Birds                                                | Maimed for the Masses                                               | 7 inch                   | ep/single       | FAT 265         |
| 2013-05-14   | Morning Glory                                              | Born to December                                                    | 7 inch                   | ep/single       | FAT 263         |
| 2013-07-23   | Chixdiggit                                                 | Born on the First of July                                           | lp                       | studioalbum     | FAT 908         |
| 2013-07-23   | Chixdiggit                                                 | From Scene to Shining Scene                                         | lp                       | studioalbum     | FAT 909         |
| 2013-07-23   | Get Dead                                                   | Bad News                                                            | cd, lp                   | studioalbum     | FAT 913         |
| 2013-07-23   | Chixdiggit                                                 | Double Diggits!                                                     | cd                       | compilatiealbum | FAT 914         |
| 2013-09-03   | Sundowner                                                  | Neon Fiction                                                        | cd, lp                   | studioalbum     | FAT 918         |
| 2013-09-17   | The Flatliners                                             | Dead Language                                                       | cd, lp                   | studioalbum     | FAT 917         |
| 2013-10-29   | diverse artiesten                                          | The Songs of Tony Sly: A Tribute                                    | cd, lp                   | compilatiealbum | FAT 915         |
| 2013-10-31   | diverse artiesten                                          | Fat Music for Fest People III                                       | 10 inch                  | compilatiealbum | FAT 924         |
| 2013-11-05   | Western Addiction                                          | Pines                                                               | 7 inch                   | ep/single       | FAT 270         |
| 2013-11-12   | Less Than Jake                                             | See the Light                                                       | cd, lp                   | studioalbum     | FAT 916         |
| 2013-11-26   | The Flatliners                                             | Caskets Full                                                        | 7 inch                   | ep/single       | FAT 266         |
| 2013-11-26   | Swingin' Utters                                            | Stuck in a Circle                                                   | 7 inch                   | ep/single       | FAT 267         |
| 2013-11-26   | NOFX                                                       | Stoke Extinguisher                                                  | 7 inch                   | ep/single       | FAT 268         |
| 2013-11-26   | Teenage Bottlerocket                                       | American Deutsch Bag                                                | 7 inch                   | ep/single       | FAT 271         |
| 2013-11-26   | NOFX                                                       | Stoke Extinguisher                                                  | cd                       | ep/single       | FAT 923         |
| 2013-11-29   | diverse artiesten                                          | Fat in New York 2013                                                | 7 inch                   | compilatiealbum | FAT 269         |
| 2013-12-08   | Off with Their Heads / Morning Glory                       | Always Alone E.P.                                                   | 7 inch                   | ep/single       | FAT 273         |
| 2013-12-10   | Masked Intruder                                            | Under the Mistletoe                                                 | 7 inch                   | ep/single       | FAT 272         |
| 2014-03-04   | Morning Glory                                              | War Psalms                                                          | cd, lp                   | studioalbum     | FAT 922         |
| 2014-03-18   | Joey Cape                                                  | Bridge                                                              | cd, lp                   | studioalbum     | FAT 927         |
| 2014-03-18   | Joey Cape                                                  | Doesn't Play Well With Others                                       | cd, lp                   | studioalbum     | FAT 928         |
| 2014-03-18   | Joey Cape / Jon Snodgrass                                  | Liverbirds                                                          | 12 inch, cd              | studioalbum     | FAT 929         |
| 2014-03-18   | Joey Cape                                                  | Bad Loud - Volume One                                               | lp                       | studioalbum     | FAT 930         |
| 2014-03-18   | Scorpios                                                   | Scorpios                                                            | 12 inch, cd              | studioalbum     | FAT 931         |
| 2014-04-01   | Bad Cop/Bad Cop                                            | Boss Lady                                                           | 7 inch                   | ep/single       | FAT 274         |
| 2014-04-15   | Banner Pilot                                               | Souvenir                                                            | cd, lp                   | studioalbum     | FAT 925         |
| 2014-04-29   | Uke-Hunt                                                   | The Prettiest Star                                                  | 7 inch                   | ep/single       | FAT 275         |
| 2014-05-06   | Old Man Markley                                            | Stupid Today                                                        | 7 inch                   | ep/single       | FAT 276         |
| 2014-05-13   | Mad Caddies                                                | Dirty Rice                                                          | cd, lp                   | studioalbum     | FAT 746         |
| 2014-05-13   | Me First and the Gimme Gimmes                              | Are We Not Men? We Are Diva!                                        | cd, lp                   | studioalbum     | FAT 919         |
| 2014-05-27   | Masked Intruder                                            | M.I.                                                                | cd, lp                   | studioalbum     | FAT 926         |
| 2014-06-10   | Sundowner                                                  | Little Elephant Sessions                                            | 7 inch                   | ep/single       | FAT 277         |
| 2014-06-10   | Less Than Jake                                             | Do the Math                                                         | 7 inch                   | ep/single       | FAT 280         |
| 2014-06-10   | Uke-Hunt                                                   | Uke-Hunt                                                            | cd, lp                   | studioalbum     | FAT 910         |
| 2014-07-08   | Mad Caddies                                                | Brand New Scar                                                      | 7 inch                   | ep/single       | FAT 278         |
| 2014-07-08   | Get Dead                                                   | Bygones                                                             | 7 inch                   | ep/single       | FAT 279         |
| 2014-07-22   | The Copyrights                                             | No Knocks                                                           | 7 inch                   | ep/single       | FAT 281         |
| 2014-07-22   | Anti-Flag                                                  | A Document of Dissent: 1993-2013                                    | cd, lp                   | compilatiealbum | FAT 921         |
| 2014-08-19   | The Dirty Nil                                              | Cinnamon b/w Guided By Vices                                        | 7 inch                   | ep/single       | FAT 282         |
| 2014-09-12   | diverse artiesten                                          | Fat Music for Riot Fest People                                      | flexisingle              | compilatiealbum | FAT 939         |
| 2014-10-14   | C.J. Ramone                                                | Understand Me?                                                      | 7 inch                   | ep/single       | FAT 285         |
| 2014-10-14   | Chris Cresswell                                            | One Week Record                                                     | lp                       | studioalbum     | FAT 937         |
| 2014-10-28   | Lagwagon                                                   | Hang                                                                | cd, lp                   | studioalbum     | FAT 934         |
| 2014-10-29   | diverse artiesten                                          | Fat Music for Fest People IV                                        | 10 inch                  | compilatiealbum | FAT 939FL       |
| 2014-11-11   | Swingin' Utters                                            | Fistful of Hollow                                                   | cd, lp                   | studioalbum     | FAT 932         |
| 2014-11-25   | C.J. Ramone                                                | Last Chance To Dance                                                | cd, lp                   | studioalbum     | FAT 933         |
| 2014-12-09   | NOFX                                                       | Backstage Passport Soundtrack                                       | cd, lp                   | compilatiealbum | FAT 755         |
| 2015-01-13   | Dwarves                                                    | Gentleman Blag                                                      | 7 inch                   | ep/single       | FAT 283         |
| 2015-01-20   | Less Than Jake                                             | American Idle                                                       | 7 inch                   | ep/single       | FAT 286         |
| 2015-01-20   | Home Street Home                                           | Seeping Beauty                                                      | 7 inch                   | ep/single       | FAT 291         |
| 2015-01-20   | Leftöver Crack                                             | Fuck World Trade                                                    | cd, lp                   | studioalbum     | FAT 935         |
| 2015-01-27   | toyGuitar                                                  | In This Mess                                                        | cd, lp                   | studioalbum     | FAT 938         |
| 2015-02-10   | Home Street Home / NOFX                                    | Home Street Home: Original Songs from the Shit Musical              | cd, lp                   | studioalbum     | FAT 800         |
| 2015-03-10   | Western Addiction                                          | I’m Not the Man That I Thought I’d Be                               | 7 inch                   | ep/single       | FAT 284         |
| 2015-03-10   | The Flatliners                                             | Resuscitation of the Year                                           | 7 inch                   | ep/single       | FAT 287         |
| 2015-03-13   | Western Addiction                                          | Euro Tour E.P.                                                      | 7 inch                   | ep/single       | FAT 284-2       |
| 2015-03-24   | Strung Out                                                 | Transmission.Alpha.Delta                                            | cd, lp                   | studioalbum     | FAT 920         |
| 2015-04-07   | Darius Koski                                               | Sisu                                                                | cd, lp                   | studioalbum     | FAT 940         |
| 2015-04-07   | The Real McKenzies                                         | Rats in the Burlap                                                  | cd, lp                   | studioalbum     | FAT 941         |
| 2015-04-21   | Good Riddance                                              | Peace in Our Time                                                   | cd, lp                   | studioalbum     | FAT 942         |
| 2015-05-01   | diverse artiesten                                          | Greetings from Groezrock                                            | 10 inch                  | compilatiealbum | FAT 944G        |
| 2015-05-23   | diverse artiesten                                          | Greetings from Punk Rock Bowling                                    | 10 inch                  | compilatiealbum | FAT 944P        |
| 2015-06-16   | Bad Cop/Bad Cop                                            | Not Sorry                                                           | cd, lp                   | studioalbum     | FAT 943         |
| 2015-06-19   | diverse artiesten                                          | Greetings from Amnesia Rockfest                                     | 10 inch                  | compilatiealbum | FAT 944R        |
| 2015-07-24   | Useless ID                                                 | The Lost Broken Bones                                               | cd, lp                   | studioalbum     | FAT 946         |
| 2015-07-24   | PEARS                                                      | Go to Prison                                                        | cd, lp                   | studioalbum     | FAT 947         |
| 2015-08-07   | The Flatliners                                             | Division of Spoils                                                  | cd, lp                   | compilatiealbum | FAT 945         |
| 2015-08-07   | diverse artiesten                                          | Going Nowhere Fat                                                   | cd, lp                   | compilatiealbum | FAT 949         |
| 2015-08-21   | NOFX                                                       | Backstage Passport 2                                                | dvd                      | videoalbum      | FAT 755-9       |
| 2015-09-04   | Joey Cape                                                  | Stitch Puppy                                                        | cd, lp                   | studioalbum     | FAT 950         |
| 2015-09-11   | diverse artiesten                                          | Fat Music for Riot Fest People Vol. 2                               | flexisingle              | compilatiealbum | FAT RIOT2       |
| 2015-09-18   | PEARS                                                      | Letters to Memaw                                                    | 7 inch                   | ep/single       | FAT 288         |
| 2015-10-02   | Night Birds                                                | Mutiny at Muscle Beach                                              | cd, cs, lp               | studioalbum     | FAT 948         |
| 2015-10-28   | diverse artiesten                                          | Fat Music for Fest People V                                         | lp                       | compilatiealbum | FAT 949FL       |
| 2015-11-27   | Leftöver Crack                                             | Constructs of the State                                             | cd, lp                   | studioalbum     | FAT 936         |
| 2016-01-22   | Closet Fiends                                              | Closet Fiends                                                       | 7 inch, cd               | ep/single       | FAT 292         |
| 2016-03-04   | Face to Face                                               | Protection                                                          | cd, lp                   | studioalbum     | FAT 954         |
| 2016-03-18   | Mean Jeans                                                 | Nite Vision                                                         | 7 inch                   | ep/single       | FAT 289         |
| 2016-04-01   | PEARS                                                      | Green Star                                                          | cd, lp                   | studioalbum     | FAT 951         |
| 2016-04-16   | NOFX                                                       | Sid & Nancy                                                         | 7 inch                   | ep/single       | FAT 293         |
| 2016-04-22   | Mean Jeans                                                 | Tight New Dimension                                                 | cd, cs, lp               | studioalbum     | FAT 955         |
| 2016-04-29   | diverse artiesten                                          | Fat Music for Wrecked People: Groez Cruise 2016                     | 10 inch                  | compilatiealbum | FAT 959GROEZ    |
| 2016-05-06   | Useless ID                                                 | We Don't Want the Airwaves                                          | 7 inch                   | ep/single       | FAT 290         |
| 2016-06-24   | diverse artiesten                                          | Fat Music for Wrecked People: Wreckfest 2016                        | 10 inch                  | compilatiealbum | FAT 959ROCK     |
| 2016-06-24   | Direct Hit!                                                | Wasted Mind                                                         | cd, lp                   | studioalbum     | FAT 961         |
| 2016-07-01   | diverse artiesten                                          | Mild in the Streets: Fat Music Unplugged                            | cd, lp                   | compilatiealbum | FAT 956         |
| 2016-07-01   | Useless ID                                                 | State is Burning                                                    | cd, lp                   | studioalbum     | FAT 960         |
| 2016-07-22   | NOFX                                                       | Six Years on Dope                                                   | download                 | ep/single       | FAT 412         |
| 2016-07-29   | Get Dead                                                   | Honestly Lives Elsewhere                                            | cd, lp                   | studioalbum     | FAT 958         |
| 2016-08-08   | diverse artiesten                                          | Fat Wreck Holiday 2016                                              | flexisingle              | compilatiealbum | FAT 413PRH      |
| 2016-09-02   | diverse artiesten                                          | Riot Fest Denver 2016                                               | flexisingle              | compilatiealbum | FAT 413RIOTDEN  |
| 2016-09-02   | toyGuitar                                                  | Move Like a Ghost                                                   | 10 inch, cd              | ep/single       | FAT 962         |
| 2016-09-02   | NOFX / No Use for a Name                                   | Last Caress / Hybrid Moments                                        | flexisingle              | ep/single       | FAT 416         |
| 2016-09-16   | diverse artiesten                                          | Riot Fest Chicago 2016                                              | flexisingle              | compilatiealbum | FAT 413RIOTCHI  |
| 2016-09-16   | Chixdiggit                                                 | 2012                                                                | cd, lp                   | ep/single       | FAT 957         |
| 2016-10-07   | Night Birds                                                | Who Killed Mike Hunchback?                                          | 7 inch                   | ep/single       | FAT 294         |
| 2016-10-07   | NOFX                                                       | First Ditch Effort                                                  | cd, lp                   | studioalbum     | FAT 953         |
| 2016-10-21   | Dead to Me                                                 | I Wanna Die in Los Angeles                                          | 7 inch                   | ep/single       | FAT 296         |
| 2016-10-26   | diverse artiesten                                          | Fat Music for Fest People VI                                        | 10 inch                  | compilatiealbum | FAT 964         |
| 2016-11-11   | PEARS / Zach Quinn                                         | One Week Record                                                     | lp                       | studioalbum     | FAT 967         |
| 2016-11-18   | Frenzal Rhomb                                              | We Lived Like Kings (We Did Anything We Wanted)                     | cd, lp                   | compilatiealbum | FAT 969         |
| 2016-12-16   | NOFX                                                       | Oxy Moronic                                                         | 7 inch                   | ep/single       | FAT 295         |
| 2016-12-16   | Face to Face                                               | Big Choice                                                          | cd, lp                   | studioalbum     | FAT 971         |
| 2016-12-16   | Face to Face                                               | Face to Face                                                        | cd, lp                   | studioalbum     | FAT 970         |
| 2016-12-23   | NOFX                                                       | Hepatitis Bathtub                                                   | 7 inch                   | ep/single       | FAT 257         |
| 2017-02-10   | The Bombpops                                               | Fear of Missing Out                                                 | cd, lp                   | studioalbum     | FAT 974         |
| 2017-03-03   | The Real McKenzies                                         | Two Devils Will Talk                                                | cd, lp                   | studioalbum     | FAT 977         |
| 2017-03-10   | Western Addiction                                          | Tremulous                                                           | cd, lp                   | studioalbum     | FAT 965         |
| 2017-03-17   | C.J. Ramone                                                | American Beauty                                                     | cd, lp                   | studioalbum     | FAT 968         |
| 2017-04-07   | Me First and the Gimme Gimmes                              | Rake It In: The Greatestest Hits                                    | cd, lp                   | compilatiealbum | FAT 975         |
| 2017-04-14   | Direct Hit!                                                | Domesplitter                                                        | cd, lp                   | studioalbum     | FAT 976         |
| 2017-04-28   | The Dirty Nil                                              | Minimum R&B                                                         | cd, lp                   | compilatiealbum | FAT 980         |
| 2017-05-03   | Face to Face                                               | Wake Up                                                             | flexisingle              | ep/single       | FAT 417         |
| 2017-05-05   | No Use for a Name                                          | Justified Black Eye b/w Sidewalk                                    | 7 inch                   | ep/single       | FAT 297         |
| 2017-05-05   | Hi-Standard                                                | Another Starting Line                                               | 7 inch                   | ep/single       | FAT 298         |
| 2017-05-05   | Face to Face                                               | Say What You Want                                                   | 7 inch                   | ep/single       | FAT 299         |
| 2017-05-26   | Frenzal Rhomb                                              | Hi-Vis High Tea                                                     | cd, lp                   | studioalbum     | FAT 978         |
| 2017-05-27   | diverse artiesten                                          | Punk Rock Bowling 2017                                              | flexisingle              | compilatiealbum | FAT PRB2017     |
| 2017-06-16   | Bad Cop/Bad Cop                                            | Warriors                                                            | cd, lp                   | studioalbum     | FAT 979         |
| 2017-06-23   | diverse artiesten                                          | Rockfest 2017                                                       | flexisingle              | compilatiealbum | FAT ROCK17      |
| 2017-07-14   | Teenage Bottlerocket                                       | Goin' Back To Wyo                                                   | 7 inch                   | ep/single       | FAT 325         |
| 2017-07-14   | Teenage Bottlerocket                                       | Stealing the Covers                                                 | cd, lp                   | studioalbum     | FAT 982         |
| 2017-07-28   | Scorpios                                                   | One Week Record                                                     | lp                       | studioalbum     | FAT 983         |
| 2017-08-05   | diverse artiesten                                          | Brakrock Ecofest 2017                                               | flexisingle              | compilatiealbum | FAT BRAK        |
| 2017-08-07   | diverse artiesten                                          | Fat Wreck Holiday 2017                                              | 10 inch                  | compilatiealbum | FAT 992         |
| 2017-08-11   | No Use for a Name                                          | Rarities Vol. 1: The Covers                                         | cd, lp                   | compilatiealbum | FAT 972         |
| 2017-09-01   | Joey Cape                                                  | One Week Record                                                     | lp                       | studioalbum     | FAT 987         |
| 2017-09-15   | The Flatliners                                             | The Great Awake Demos                                               | 7 inch                   | ep/single       | FAT 326         |
| 2017-09-15   | diverse artiesten                                          | Fat Music For Riot Fest People Vol. 4                               | flexisingle              | compilatiealbum | FAT 427         |
| 2017-09-15   | Yotam Ben Horin                                            | One Week Record                                                     | lp                       | studioalbum     | FAT 988         |
| 2017-10-13   | The Lillingtons                                            | Stella Sapiente                                                     | cd, lp                   | studioalbum     | FAT 993         |
| 2017-10-26   | diverse artiesten                                          | Fat Music For Fest People VII                                       | 10 inch                  | compilatiealbum | FAT 994         |
| 2017-11-03   | PEARS / Direct Hit!                                        | Human Movement                                                      | cd, lp                   | studioalbum     | FAT 985         |
| 2017-11-03   | Darius Koski                                               | What Was Once is By and Gone                                        | cd, lp                   | studioalbum     | FAT 991         |
| 2017-12-08   | The Last Gang                                              | Sing for Your Supper                                                | 7 inch                   | ep/single       | FAT 327         |
| 2017-12-08   | Swingin' Utters                                            | Drowning in the Sea, Rising with the Sun                            | cd, lp                   | compilatiealbum | FAT 986         |
| 2018-02-16   | Mean Jeans                                                 | Jingles Collection                                                  | cd, cs, lp               | studioalbum     | FAT 997         |
| 2018-03-02   | The Last Gang                                              | Keep Them Counting                                                  | cd, lp                   | studioalbum     | FAT 995         |
| 2018-03-30   | The Lawrence Arms                                          | We Are the Champions of the World                                   | cd, lp                   | compilatiealbum | FAT 984         |
| 2018-04-06   | The Bombpops                                               | Dear Beer                                                           | 7 inch                   | ep/single       | FAT 328         |
| 2018-05-05   | diverse artiesten                                          | Fat Music for Wrecked People: Punk in Drublic 2018                  | 7 inch                   | compilatiealbum | FAT 421         |
| 2018-05-11   | Strung Out                                                 | Black Out the Sky                                                   | 12 inch, cd              | ep/single       | FAT 981         |
| 2018-05-26   | diverse artiesten                                          | Fat Music for Wrecked People: Punk Rock Bowling 2018                | 10 inch                  | compilatiealbum | FAT 428         |
| 2018-06-15   | Mad Caddies                                                | Punk Rocksteady                                                     | cd, lp                   | studioalbum     | FAT 998         |
| 2018-07-27   | Face to Face                                               | Hold Fast: Acoustic Sessions                                        | cd, lp                   | studioalbum     | FAT 105         |
| 2018-08-03   | diverse artiesten                                          | Fat Music for Wrecked People: Brakrock 2018                         | 10 inch                  | compilatiealbum | FAT 429BRAK     |
| 2018-08-03   | NOFX                                                       | Ribbed: Live in a Dive                                              | cd, lp                   | livealbum       | FAT 902         |
| 2018-08-06   | diverse artiesten                                          | Fat Music for Wrecked People: Punk Rock Holiday 2018                | 10 inch                  | compilatiealbum | FAT 429PRH      |
| 2018-08-31   | Swingin' Utters                                            | Peace and Love                                                      | cd, lp                   | studioalbum     | FAT 106         |
| 2018-09-14   | diverse artiesten                                          | Fat Music for Riot Fest People Vol. 5                               | flexisingle              | compilatiealbum | FAT 430         |
| 2018-09-21   | Night Birds                                                | Roll Credits                                                        | cd, lp                   | studioalbum     | FAT 107         |
| 2018-10-24   | diverse artiesten                                          | Fat Music for Fest People VIII                                      | 10 inch                  | compilatiealbum | FAT 431         |
| 2018-10-26   | Direct Hit!                                                | Crown of Nothing                                                    | cd, lp                   | studioalbum     | FAT 101         |
| 2018-11-02   | Sick of It All                                             | Wake the Sleeping Dragon!                                           | cd, lp                   | studioalbum     | FAT 111         |
| 2018-11-09   | Hi-Standard                                                | The Gift                                                            | lp                       | studioalbum     | FAT 102         |
| 2018-11-16   | Useless ID                                                 | 7 Hits from Hell                                                    | 7 inch                   | ep/single       | FAT 331         |
| 2018-11-30   | Leftöver Crack                                             | Leftöver Leftöver Crack: The E-Sides and F-sides                    | cd, lp                   | compilatiealbum | FAT 104         |
| 2018-11-30   | Me First and the Gimme Gimmes                              | Santa Baby                                                          | download                 | ep/single       | FAT 333         |
| 2018-12-07   | C.J. Ramone                                                | Christmas Lullaby                                                   | 7 inch                   | ep/single       | FAT 332         |
| 2018-12-14   | Mad Caddies                                                | I'm Going Surfing for Xmas                                          | download                 | ep/single       | FAT 334         |
| 2019-03-15   | Teenage Bottlerocket                                       | Stay Rad!                                                           | cd, lp                   | studioalbum     | FAT 116         |
| 2019-03-15   | American Steel                                             | State of Grace                                                      | 7 inch                   | ep/single       | FAT 335         |
| 2019-04-12   | Clowns                                                     | Nature / Nurture                                                    | cd, lp                   | studioalbum     | FAT 115         |
| 2019-04-26   | Cokie the Clown                                            | You're Welcome                                                      | cd, lp                   | studioalbum     | FAT 103         |
| 2019-04-26   | diverse artiesten                                          | Fat Music for Wrecked People: Groezrock 2019                        | 10 inch                  | compilatiealbum | FAT 444GROEZ    |
| 2019-05-01   | diverse artiesten                                          | Fat Music for Wrecked People: SBAM 2019                             | 10 inch                  | compilatiealbum | FAT 444SBÄM     |
| 2019-05-03   | diverse artiesten                                          | Fat Music for Wrecked People: Punk in Drublic 2019                  | 10 inch                  | compilatiealbum | FAT 444PID      |
| 2019-05-10   | C.J. Ramone                                                | The Holy Spell...                                                   | cd, lp                   | studioalbum     | FAT 127         |
| 2019-05-17   | diverse artiesten                                          | Fat Music for Wrecked People: Pouzza Fest 2019                      | 10 inch                  | compilatiealbum | FAT 444POUZ     |
| 2019-05-25   | diverse artiesten                                          | Fat Music for Wrecked People: Punk Rock Bowling 2019                | 10 inch                  | compilatiealbum | FAT 444PRB      |
| 2019-05-31   | Bracket                                                    | Too Old to Die Young                                                | cd, lp                   | studioalbum     | FAT 121         |
| 2019-06-21   | Tommy and June                                             | Tommy and June                                                      | cd, lp                   | studioalbum     | FAT 113         |
| 2019-07-05   | Joey Cape                                                  | Let Me Know When You Give Up                                        | cd, lp                   | studioalbum     | FAT 112         |
| 2019-07-19   | Good Riddance                                              | Thoughts and Prayers                                                | cd, lp                   | studioalbum     | FAT 124         |
| 2019-08-02   | diverse artiesten                                          | Fat Music for Wrecked People: Brakrock 2019                         | 10 inch                  | compilatiealbum | FAT 445BRAK     |
| 2019-08-05   | diverse artiesten                                          | Fat Music for Wrecked People: Punk Rock Holiday 2019                | 10 inch                  | compilatiealbum | FAT 445PRH      |
| 2019-08-05   | NOFX                                                       | Scarlett O’Heroin                                                   | 7 inch                   | ep/single       | FAT 432         |
| 2019-08-05   | NOFX                                                       | Don’t Count On Me                                                   | 7 inch                   | ep/single       | FAT 434         |
| 2019-08-09   | Strung Out                                                 | Songs of Armor and Devotion                                         | cd, cs, lp               | studioalbum     | FAT 122         |
| 2019-08-16   | NOFX                                                       | Fish in a Gun Barrel                                                | download                 | ep/single       | FAT 433         |
| 2019-08-30   | Mean Jeans                                                 | Gigantic Sike                                                       | cd, lp                   | studioalbum     | FAT 123         |
| 2019-09-01   | NOFX                                                       | My Eneme                                                            | 7 inch                   | ep/single       | FAT 433-7       |
| 2019-09-01   | NOFX                                                       | I Don’t Understand This World                                       | 7 inch                   | ep/single       | FAT 435         |
| 2019-09-06   | Teenage Bottlerocket / Human Robots                        | Teenage Bottlerocket vs. Human Robots                               | 7 inch                   | ep/single       | FAT 336         |
| 2019-09-13   | diverse artiesten                                          | Fat Music for Wrecked People: Riot Fest 2019                        | 10 inch                  | compilatiealbum | FAT 445RIOT     |
| 2019-09-20   | Snuff                                                      | There's a Lot of It About                                           | cd, lp                   | studioalbum     | FAT 108         |
| 2019-09-27   | Against Me!                                                | Against Me! Is Reinventing Axl Rose                                 | cd, lp                   | studioalbum     | FAT 110         |
| 2019-10-04   | Lagwagon                                                   | Railer                                                              | cd, lp                   | studioalbum     | FAT 119         |
| 2019-10-18   | Face to Face                                               | Live in a Dive                                                      | cd, lp                   | livealbum       | FAT 132         |
| 2019-11-01   | MakeWar                                                    | Get It Together                                                     | cd, lp                   | studioalbum     | FAT 134         |
| 2019-11-01   | diverse artiesten                                          | Fat Music for Fest People: 2019                                     | 10 inch                  | compilatiealbum | FAT 445FEST     |
| 2019-12-13   | NOFX                                                       | My Bro Cancer-vive Cancer                                           | 7 inch                   | ep/single       | FAT 436         |
| 2019-12-13   | NOFX                                                       | My Trois                                                            | 7 inch                   | ep/single       | FAT 437         |
| 2020-02-03   | NOFX                                                       | My Wife Has a New GF                                                | 7 inch                   | ep/single       | FAT 438         |
| 2020-02-03   | NOFX                                                       | I Love You More Than I Hate Me                                      | 7 inch                   | ep/single       | FAT 439         |
| 2020-03-06   | PEARS                                                      | Pears                                                               | cd, lp                   | studioalbum     | FAT 118         |
| 2020-03-13   | The Bombpops                                               | Death in Venice Beach                                               | cd, lp                   | studioalbum     | FAT 133         |
| 2020-03-27   | The Suicide Machines                                       | Revolution Spring                                                   | cd, lp                   | studioalbum     | FAT 130         |
| 2020-04-08   | D-Composers                                                | Chabad Religion                                                     | lp                       | studioalbum     | FAT 136         |
| 2020-04-10   | NOFX                                                       | The Decline Live at Red Rocks                                       | 12 inch                  | ep/single       | FAT 135         |
| 2020-04-10   | The Flatliners                                             | Cavalcade Demos                                                     | 7 inch                   | ep/single       | FAT 338         |
| 2020-05-01   | Days N' Daze                                               | Show Me the Blueprints                                              | cd, cs, lp               | studioalbum     | FAT 129         |
| 2020-05-07   | Swingin' Utters                                            | Sirens                                                              | 7 inch                   | ep/single       | FAT 337         |
| 2020-05-15   | Western Addiction                                          | Frail Bray                                                          | cd, lp                   | studioalbum     | FAT 128         |
| 2020-05-19   | diverse artiesten                                          | Fat Music for Wrecked People: Pouzza Fest 2020                      | 10 inch                  | compilatiealbum | FAT 446POUZ     |
| 2020-05-19   | diverse artiesten                                          | Fat Music for Wrecked People: Punk in Drublic 2020                  | 10 inch                  | compilatiealbum | FAT 446PID      |
| 2020-05-19   | diverse artiesten                                          | Fat Music for Wrecked People: Punk Rock Bowling 2020                | 10 inch                  | compilatiealbum | FAT 446PRB      |
| 2020-06-05   | Mad Caddies                                                | Let It Go                                                           | download                 | ep/single       | FAT 120         |
| 2020-06-19   | Bad Cop/Bad Cop                                            | The Ride                                                            | cd, lp                   | studioalbum     | FAT 131         |
| 2020-07-01   | NOFX                                                       | Birmingham                                                          | 7 inch                   | ep/single       | FAT 440         |
| 2020-07-01   | NOFX                                                       | Fuck Day Six                                                        | 7 inch                   | ep/single       | FAT 441         |
| 2020-07-03   | The Real McKenzies                                         | Beer and Loathing                                                   | cd, lp                   | studioalbum     | FAT 138         |
| 2020-07-31   | NOFX / Frank Turner                                        | West Coast vs. Wessex                                               | cd, lp                   | studioalbum     | FAT 137         |
| 2020-09-01   | NOFX                                                       | Everybody Needs a Vice                                              | 7 inch                   | ep/single       | FAT 442         |
| 2020-09-01   | NOFX                                                       | PRBOD                                                               | 7 inch                   | ep/single       | FAT 443         |
| 2020-10-01   | NOFX                                                       | White Bread / Punk Rock Elite                                       | 7 inch                   | ep/single       | FAT 831         |
| 2020-10-09   | Get Dead                                                   | Dancing with the Curse                                              | cd, lp                   | studioalbum     | FAT 125         |
| 2020-11-01   | NOFX                                                       | Idiot Son of Asshole / Kick Her in the Cunt                         | 7 inch                   | ep/single       | FAT 832         |
| 2020-12-20   | RebUke                                                     | 45... not a LP                                                      | 7 inch                   | ep/single       | FAT 339         |
| 2021-02-12   | No Use for a Name                                          | Rarities Vol. 2: The Originals                                      | cd, lp                   | compilatiealbum | FAT 973         |
| 2021-02-26   | NOFX                                                       | Single Album                                                        | cd, lp                   | studioalbum     | FAT 114         |
| 2021-04-01   | NOFX                                                       | CA Drought / Bottom Ain't So Bad                                    | 7 inch                   | ep/single       | FAT 833         |
| 2021-04-23   | Bad Astronaut                                              | Inner-Space                                                         | 7 inch                   | ep/single       | FAT 340         |
| 2021-05-01   | NOFX                                                       | My Orphan Year / I'm So Sorry Tony                                  | 7 inch                   | ep/single       | FAT 834         |
| 2021-05-07   | Useless ID                                                 | Most Useless Songs                                                  | lp                       | compilatiealbum | FAT 141         |
| 2021-08-13   | Joey Cape                                                  | A Good Year to Forget                                               | cd, lp                   | studioalbum     | FAT 140         |
| 2021-08-27   | Teenage Bottlerocket                                       | Sick Sesh!                                                          | cd, lp                   | studioalbum     | FAT 144         |
| 2021-09-10   | Face to Face                                               | No Way Out but Through                                              | cd, lp                   | studioalbum     | FAT 146         |
| 2021-09-16   | diverse artiesten                                          | Fat Music for Wrecked People: Riot Fest 2021                        | lp                       | compilatiealbum | FAT 447RIOT     |
| 2021-09-17   | Darius Koski                                               | Off with Their Heads                                                | 7 inch                   | ep/single       | FAT 341         |
| 2021-09-24   | diverse artiesten                                          | Fat Music for Wrecked People: Punk Rock Bowling 2021                | lp                       | compilatiealbum | FAT 447PRB      |
| 2021-09-28   | Joey Cape / Jose Prieto                                    | Yes Way Jose                                                        | download                 | ep/single       | FAT 154         |
| 2021-10-08   | The Last Gang                                              | Noise Noise Noise                                                   | cd, lp                   | studioalbum     | FAT 142         |
| 2021-10-15   | MakeWar                                                    | Stay                                                                | 7 inch                   | ep/single       | FAT 342         |
| 2021-10-22   | The Copyrights                                             | Alone in a Dome                                                     | cd, lp                   | studioalbum     | FAT 147         |
| 2021-11-05   | Get Dead                                                   | Letters Home                                                        | lp                       | studioalbum     | FAT 148         |
| 2021-11-19   | Clowns                                                     | Does It Matter? / Sarah                                             | 7 inch                   | ep/single       | FAT 343         |
| 2022-02-11   | Escape from the Zoo                                        | Countin' Cards                                                      | cd, lp                   | studioalbum     | FAT 150         |
| 2022-03-18   | The Real McKenzies                                         | Float Me Boat                                                       | cd, lp                   | compilatiealbum | FAT 155         |
| 2022-04-08   | Mean Jeans                                                 | Hits from the Bog: Unreleased Tracks                                | download                 | ep/single       | FAT 346         |
| 2022-06-03   | Rich Kids on LSD                                           | Live in a Dive                                                      | cd, lp                   | livealbum       | FAT 151         |
| 2022-06-08   | Nerf Herder                                                | We All Got Covid! (Except For Linus)                                | download                 | ep/single       | FAT 347         |
| 2022-06-24   | Nerf Herder                                                | American Cheese                                                     | lp                       | studioalbum     | FAT 152         |
| 2022-07-29   | Bad Astronaut / Armchair Martian                           | War of the Worlds                                                   | lp                       | ep/single       | FAT 157         |
| 2022-08-05   | The Flatliners                                             | New Ruin                                                            | cd, lp                   | studioalbum     | FAT 159         |
| 2022-08-17   | Teen Idols                                                 | Teen Idols                                                          | lp                       | studioalbum     | DON 013         |
| 2022-09-09   | Cigar                                                      | The Visitor                                                         | cd, lp                   | studioalbum     | FAT 158         |
| 2022-11-16   | Get Dead / Codefendants                                    | Codefendants/Get Dead                                               | 10 inch                  | ep/single       | FAT 345         |
| 2022-11-18   | The Real McKenzies                                         | Songs of the Highlands, Songs of the Sea                            | cd, lp                   | studioalbum     | FAT 160         |
| 2022-12-02   | NOFX                                                       | Double Album                                                        | cd, lp                   | studioalbum     | FAT 161         |
| 2022-12-06   | Mad Caddies                                                | Quality Soft Core                                                   | lp                       | studioalbum     | DON 007         |
| 2023-04-07   | Frenzal Rhomb                                              | The Cup of Pestilence                                               | cd, lp                   | studioalbum     | FAT 162         |
| 2023-04-22   | diverse artiesten                                          | Fat Music for Wrecked People 2023                                   | lp                       | compilatiealbum | FAT 448         |
| 2023-07-14   | Hi-Standard                                                | I'm a Rat                                                           | 7 inch                   | ep/single       | FAT 349         |
| 2023-10-10   | Bad Cop/Bad Cop                                            | Shattered                                                           | 7 inch                   | ep/single       | FAT 350         |
| 2023-10-11   | The Flatliners                                             | Between Our Teeth                                                   | 12 inch                  | ep/single       | FAT 449         |
| 2023-10-20   | Clowns                                                     | Endless                                                             | cd, lp                   | studioalbum     | FAT 164         |
| 2023-12-01   | Fat Mike                                                   | Gets Strung Out                                                     | cd, lp                   | studioalbum     | FAT 165         |
| 2024-02-09   | Mean Jeans                                                 | Blasted                                                             | cd, lp                   | studioalbum     | FAT 166         |
| 2024-04-05   | Strung Out                                                 | Dead Rebellion                                                      | cd, lp                   | studioalbum     | FAT 163         |
| 2024-04-19   | NOFX                                                       | Half Album                                                          | cd, 12 inch              | ep/single       | FAT 169         |
| 2024-06-14   | Me First and the Gimme Gimmes                              | ¡Blow it…at Madison's Quinceanera!                                  | cd, lp                   | livealbum       | FAT 117         |
| 2024-06-28   | MakeWar                                                    | A Paradoxical Theory of Change                                      | cd, lp                   | studioalbum     | FAT 168         |
| 2024-09-20   | The Last Gang                                              | Obscene Daydreams                                                   | cd, lp                   | studioalbum     | FAT 170         |
| 2024-10-11   | Me First and the Gimme Gimmes                              | Most People I Know Think That I'm Crazy                             | 7 inch                   | ep/single       | FAT 353         |
| 2024-10-18   | The Copyrights                                             | New Ghosts                                                          | 7 inch                   | ep/single       | FAT 352         |
| 2024-11-08   | Bad Astronaut                                              | Untethered                                                          | cd, lp                   | studioalbum     | FAT 173         |
| 2024-12-06   | Cigar                                                      | Speed is Relative                                                   | cd, lp                   | studioalbum     | FAY 174         |
| 2024-12-13   | The Dollheads                                              | Teenage Runaway                                                     | 7 inch                   | ep/single       | FAT 356         |

### Boxsets
| Uitgavedatum | Artiest/band         | Titel                                  | Formaat                                | Catalogusnummer |
| ------------ | -------------------- | -------------------------------------- | -------------------------------------- | --------------- |
| 2011-11-22   | Lagwagon             | Putting Music in Its Place             | cd (6x) + dvd; 7 inch + dvd + lp (10x) | FAT 786         |
| 2012-04-24   | NOFX                 | 126 Inches of NOFX: Singles Collection | 7 inch (18x)                           | FAT 252         |
| 2013-02-05   | Teenage Bottlerocket | Teenage Bottlerocket                   | lp (7x)                                | FAT TBRBOX      |
| 2013-02-13   | NOFX                 | 30th Anniversary Box Set               | 12 inch (2x) + lp (13x)                | FAT 900         |
| 2014-04-15   | Strung Out           | Volume One                             | cd (3x) + dvd; dvd + lp (4x)           | FAT 796         |
| 2016-12-16   | Face to Face         | Vinyl Slip Cover Set                   | lp (3x)                                | FAT F2F25       |
| 2021-04-23   | Bad Astronaut        | Universe                               | 7 inch + lp (3x)                       | FAT 143         |
| 2022-07-18   | No Use for a Name    | Black Box                              | 12 inch + 7 inch + lp (12x)            | FAT 966         |